# Driss Basri
Driss Basri (in arabo إدريس البصري‎?; Settat, 8 novembre 1938 – Villejuif, 27 agosto 2007) è stato un politico marocchino, considerato uno dei principali volti della politica marocchina durante gli anni di piombo.

## Biografia
Driss Basri nacque nei dintorni di Settat nel 1938 da una famiglia modesta. Il padre, emigrato a Rabat, lavorò guardia carceraria e come chaouch. Driss entrò in giovane età nella polizia, prestando servizio come piccolo funzionario. Divenne direttore della Direzione Generale per la Sorveglianza Territoriale nel 1973 e segretario di Stato al ministero dell'interno nel 1974. Ottenne un dottorato in scienze politiche. Nel 1979 fu nominato ministro dell'interno e divenne uno dei principali punti di riferimento di re Hasan II, oltre che tra i principali statisti marocchini. Ebbe un ruolo fondamentale nelle repressioni delle proteste del 1981, del 1984 e del 1990. Molti dei dissidenti politici, come Abdesslam Yassine, identificarono in Basri il principale responsabile della corruzione e della repressione governativa degli anni di piombo. Nel 1999 venne destituito dalla carica di ministro dell'interno da re Muhammad VI. Si stabilì in Francia, dove morì nel 2007.

## Opere
- L'Agent d'Autorité (1975)
- L'Administration Territoriale: L'Expérience Marocaine (1988)
- La Décentralisation au Maroc de la Commune à la Région (1994)